# Steve Zampieri
Steve Zampieri (Arbon, 4 de juny del 1977) va ser un ciclista suís, que fou professional entre 2001 i 2008. Va participar en curses de l'UCI ProTour amb l'equip Cofidis.

## Palmarès
- 2000
  - 1r al Premi d'Armorique
- 2001
  - 1r al Tour del llac Léman
  - Vencedor de la classificació de la muntanya del Tour de Romandia

### Resultats al Tour de França
- 2003. 87è de la classificació general.
- 2005. Abandona (7a etapa)

### Resultats al Giro d'Itàlia
- 2002. 89è de la classificació general
- 2003. 36è de la classificació general
- 2004. 19è de la classificació general
- 2005. 30è de la classificació general
- 2006. 48è de la classificació general
- 2007. Abandona (14a etapa)
- 2008. Abandona (10a etapa)

### Resultats a la Volta a Espanya
- 2004. abandona (9a etapa)
- 2006. abandona (7a etapa)